# Język bacbijski
Język bacbijski, cowa-tuszyński (bacb. Bacbi, Cowa-Tusz) – język należący do nach-dagestańskiej rodziny językowej. Według danych z 2018 r. ma 1600 użytkowników. Posługuje się nim wspólnota Bacbów, mieszkających po południowej stronie Kaukazu, w miejscowości Zemo Alwani w Kachetii (dystrykt Achmeta). W obrębie języka istnieje tylko jeden dialekt. Język bacbijski nie jest zrozumiały dla pozostałych narodów nachskich, tj. Czeczenów i Inguszy, pomimo tego, iż stanowi najpewniej kontynuację języka inguskich kolonizatorów, którzy osiedlili się w Tuszetii w wiekach średnich. Jego druga nazwa jest związana z faktem, iż do XIX w. Bacbowie stanowili jeden z czterech klanów Tuszetii, o nazwie – Cowata.
Znajduje się pod silnym wpływem języka gruzińskiego (bardziej tradycyjnymi odmianami języka posługują się osoby starsze). Gruziński służy jako język literacki i jest używany w edukacji i komunikacji ponadlokalnej. W pewnym zakresie znany jest również język rosyjski.
Przestał być przyswajany przez dzieci.
Jeden z pierwszych języków kaukaskich, którym poświęcono opublikowane opracowanie gramatyczne (w języku niemieckim).